# Juana Alicia Espejo
Juana Alicia Espejo de Ramos foi uma política argentina. Ela foi eleita para a Câmara dos Deputados em 1951 como uma do primeiro grupo de mulheres parlamentares da Argentina.

## Biografia
Nas eleições legislativas de 1951 foi candidata do Partido Peronista na Capital Federal e foi uma das 26 mulheres eleitas para a Câmara dos Deputados. Ela permaneceu no cargo até 1955, quando seu mandato foi interrompido pela Revolución Libertadora.